# شهرستان الفالفا (اکلاهما)
شهرستان الفالفا، اکلاهما (به انگلیسی: Alfalfa County, Oklahoma) شهرستانی در ایالات متحده آمریکا است که در اکلاهما واقع شده‌است.

## خصوصیات
شهرستان الفالفا ۲٬۲۸۳ کیلومترمربع مساحت دارد.